# Ruth Gipps
Ruth Dorothy Louisa ("Wid") Gipps MBE (født 20. februar 1921 i Bexhill-on-Sea, Sussex - død 23. februar 1999 i Eastbourne, England) var en engelsk komponist, oboist, pianist, dirigent og lærer.
Gipps studerede obo på Det Kongelige Musikkonservatorium i London hos Leon Goossens, og komposition hos Gordon Jacob og Ralph Vaughan Williams. Hun var aktivt udøvende oboist og pianist og dirigent for mange orkestre i England gennem tiden. Gipps har skrevet 5 symfonier, orkesterværker, kammermusik, koncertmusik, korværker, sange og solostykker for mange instrumenter etc. Hun var også lærer i komposition og obo på Det Kongelige Musikkonservatorium i London.

## Udvalgte værker
- Symfoni nr. 1 (1942) - for orkester
- Symfoni nr. 2 (i en stats) (1945) - for orkester
- Symfoni nr. 3 (1965) - for orkester
- Symfoni nr. 4 (1972) - for orkester
- Symfoni nr. 5 (1982) - for orkester
- Sinfonietta (1989) - for 10 blæsere og slagtøj
- Ridder i rustning (Symfonisk tonedigtning) (1942) - for orkester
- Klaverkoncert (1948) - for klaver og orkester
- obokoncert (1941-1942) - for obo og orkester
- Sonate (1955) - for klarinet og klaver